# Charles Victor
Charles Victor (n. 10 februarie 1896, Southport, Anglia, Regatul Unit al Marii Britanii și Irlandei – d. 23 decembrie 1965, Greater London, Anglia, Regatul Unit) a fost un actor britanic care a apărut într-o serie de filme și televiziune între 1938 și 1965.

## Moartea
Victor a murit de o boală pe 23 decembrie 1965, la vârsta de 69 de ani.

## Filmografie selectată
- Return of the Frog (1938)
- Hell's Cargo (1939)
- Contraband (1940)
- Laugh It Off (1940)
- Where's That Fire? (1940)
- Dr. O'Dowd (1940)
- Old Mother Riley in Society (1940)
- East of Piccadilly (1941)
- Atlantic Ferry (1941)
- The Missing Million (1942)
- The Ringer (1952)
- Appointment in London (1952)
- Street Corner (1953)
- Meet Mr. Lucifer (1953)
- The Love Lottery (1954)
- Fast and Loose (1954)
- The Rainbow Jacket (1954)
- The Embezzler (1954)
- For Better, for Worse (1954)
- Value for Money (1955)
- An Alligator Named Daisy (1955)
- The Extra Day (1956)
- Tiger in the Smoke (1956)
- There's Always a Thursday (1957)
- The Prince and the Showgirl (1957)